# Pripor
Pripor (en macédonien Припор) est un village de l'est de la Macédoine du Nord, situé dans la municipalité de Kotchani. Le village comptait 1 habitant en 2002.

## Démographie
Lors du recensement de 2002, le village comptait :
- Macédoniens : 1